# Bob Crosby
Bob Crosby, właśc. George Robert Crosby (ur. 23 sierpnia 1913 w Spokane, zm. 9 marca 1993 w San Diego) – amerykański muzyk, wokalista, bandlider, założyciel grupy Bob-Cats oraz prezenter radiowy i aktor. Brat Larry'ego (1895–1975), Everetta (1896–1966), Teda (1900–1973) i Harry'ego (1903–1977), znanego jako Bing Crosby, oraz sióstr Catherine (1905–1974) i Mary Rose (1907–1990). 
Zmarł 9 marca 1993 w San Diego w wyniku choroby nowotworowej.

## Filmografia
- 1936 Collegiate jako chłopiec z chóru
- 1944 Pardon My Rhythm jako bandlider
- 1944 Kansas City Kitty jako Jimmy
- 1959 The Five Pennies jako Wil Paradise

## Upamiętnienie
Został uhonorowany dwiema gwiazdami w hollywoodzkiej Alei Gwiazd.